# Domqueur
Domqueur és un municipi francès situat al departament del Somme i a la regió dels Alts de França. L'any 2007 tenia 274 habitants.

## Demografia

### Població
El 2007 la població de fet de Domqueur era de 274 persones. Hi havia 102 famílies de les quals 28 eren unipersonals (12 homes vivint sols i 16 dones vivint soles), 25 parelles sense fills, 45 parelles amb fills i 4 famílies monoparentals amb fills.
La població ha evolucionat segons el següent gràfic:
Habitants censats

### Habitatges
El 2007 hi havia 136 habitatges, 105 eren l'habitatge principal de la família, 20 eren segones residències i 11 estaven desocupats. 134 eren cases i 1 era un apartament. Dels 105 habitatges principals, 84 estaven ocupats pels seus propietaris, 16 estaven llogats i ocupats pels llogaters i 4 estaven cedits a títol gratuït; 5 tenien dues cambres, 6 en tenien tres, 25 en tenien quatre i 69 en tenien cinc o més. 81 habitatges disposaven pel capbaix d'una plaça de pàrquing. A 40 habitatges hi havia un automòbil i a 51 n'hi havia dos o més.

### Piràmide de població
La piràmide de població per edats i sexe el 2009 era:
| Homes | Edats   | Dones |
| ----- | ------- | ----- |
| 0     | 95 o +  | 0     |
| 0     | 90 a 94 | 0     |
| 0     | 85 a 89 | 0     |
| 0     | 80 a 84 | 0     |
| 8     | 75 a 79 | 8     |
| 4     | 70 a 74 | 12    |
| 12    | 65 a 69 | 4     |
| 12    | 60 a 64 | 8     |
| 0     | 55 a 59 | 4     |
| 8     | 50 a 54 | 8     |
| 8     | 45 a 49 | 4     |
| 12    | 40 a 44 | 8     |
| 8     | 35 a 39 | 8     |
| 12    | 30 a 34 | 12    |
| 16    | 25 a 29 | 12    |
| 4     | 20 a 24 | 0     |
| 4     | 15 a 19 | 12    |
| 12    | 10 a 14 | 12    |
| 20    | 5 a 9   | 8     |
| 0     | 0 a 4   | 16    |

## Economia

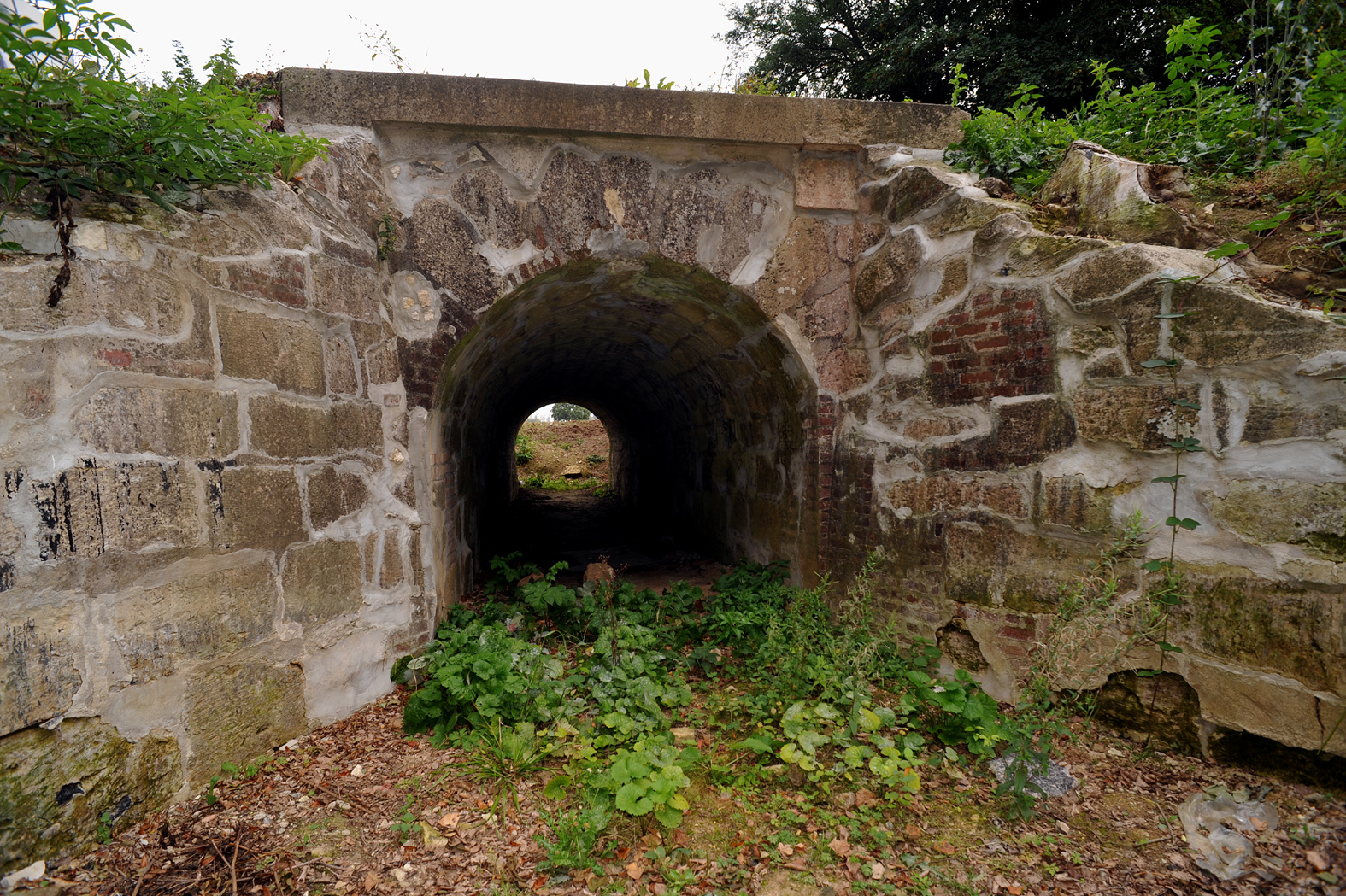
Pont romà

El 2007 la població en edat de treballar era de 157 persones, 123 eren actives i 34 eren inactives. De les 123 persones actives 111 estaven ocupades (67 homes i 44 dones) i 12 estaven aturades (7 homes i 5 dones). De les 34 persones inactives 12 estaven jubilades, 8 estaven estudiant i 14 estaven classificades com a «altres inactius».

### Ingressos
El 2009 a Domqueur hi havia 103 unitats fiscals que integraven 287 persones, la mediana anual d'ingressos fiscals per persona era de 16.602 €.

### Activitats econòmiques
Dels 5 establiments que hi havia el 2007, 2 eren d'empreses de construcció, 2 d'empreses de comerç i reparació d'automòbils i 1 d'una empresa de serveis.
Dels 3 establiments de servei als particulars que hi havia el 2009, 1 era una fusteria i 2 lampisteries.
L'any 2000 a Domqueur hi havia 8 explotacions agrícoles.

## Equipaments sanitaris i escolars

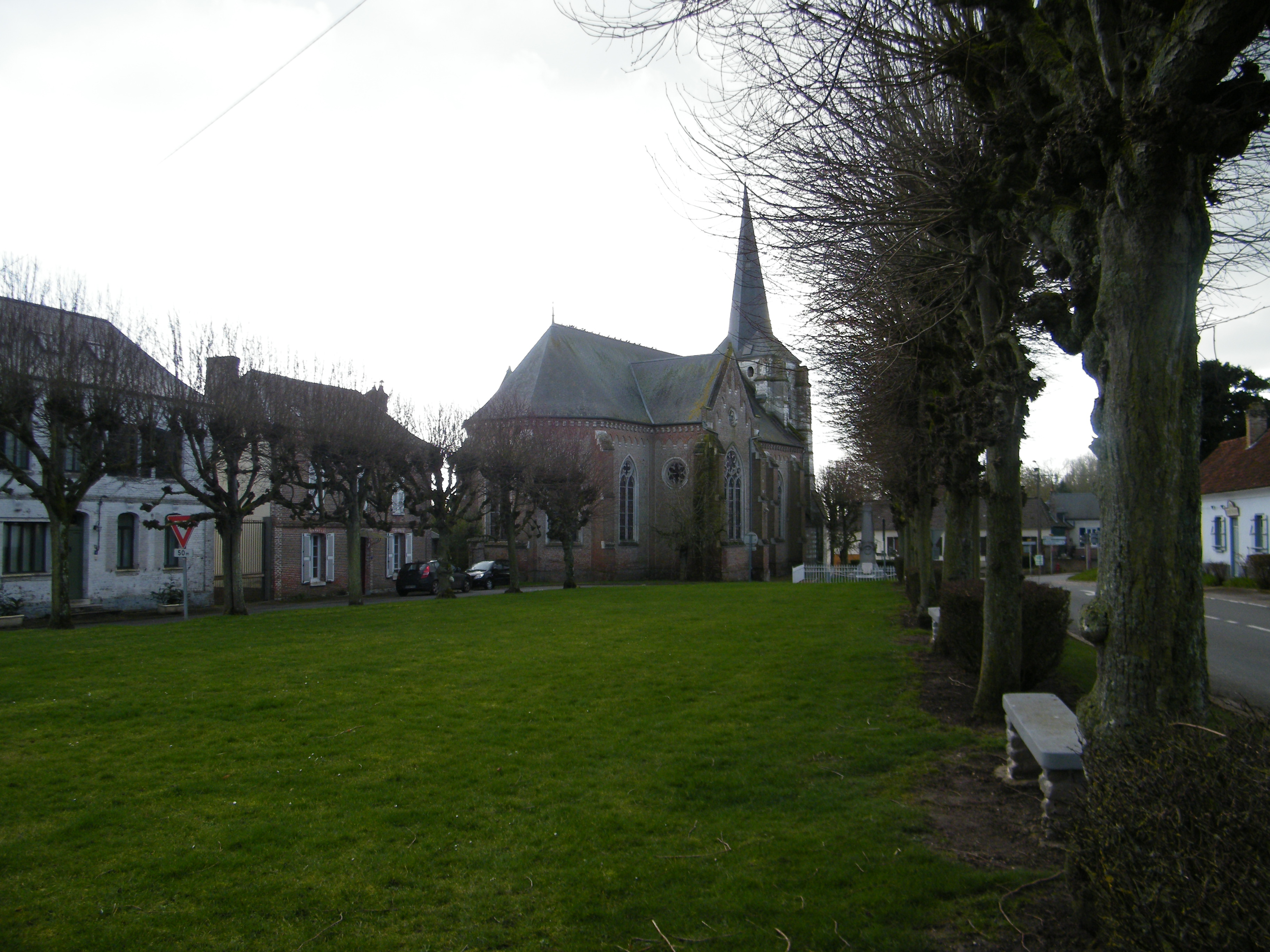

El 2009 hi havia una escola elemental integrada dins d'un grup escolar amb les comunes properes formant una escola dispersa.

## Poblacions més properes

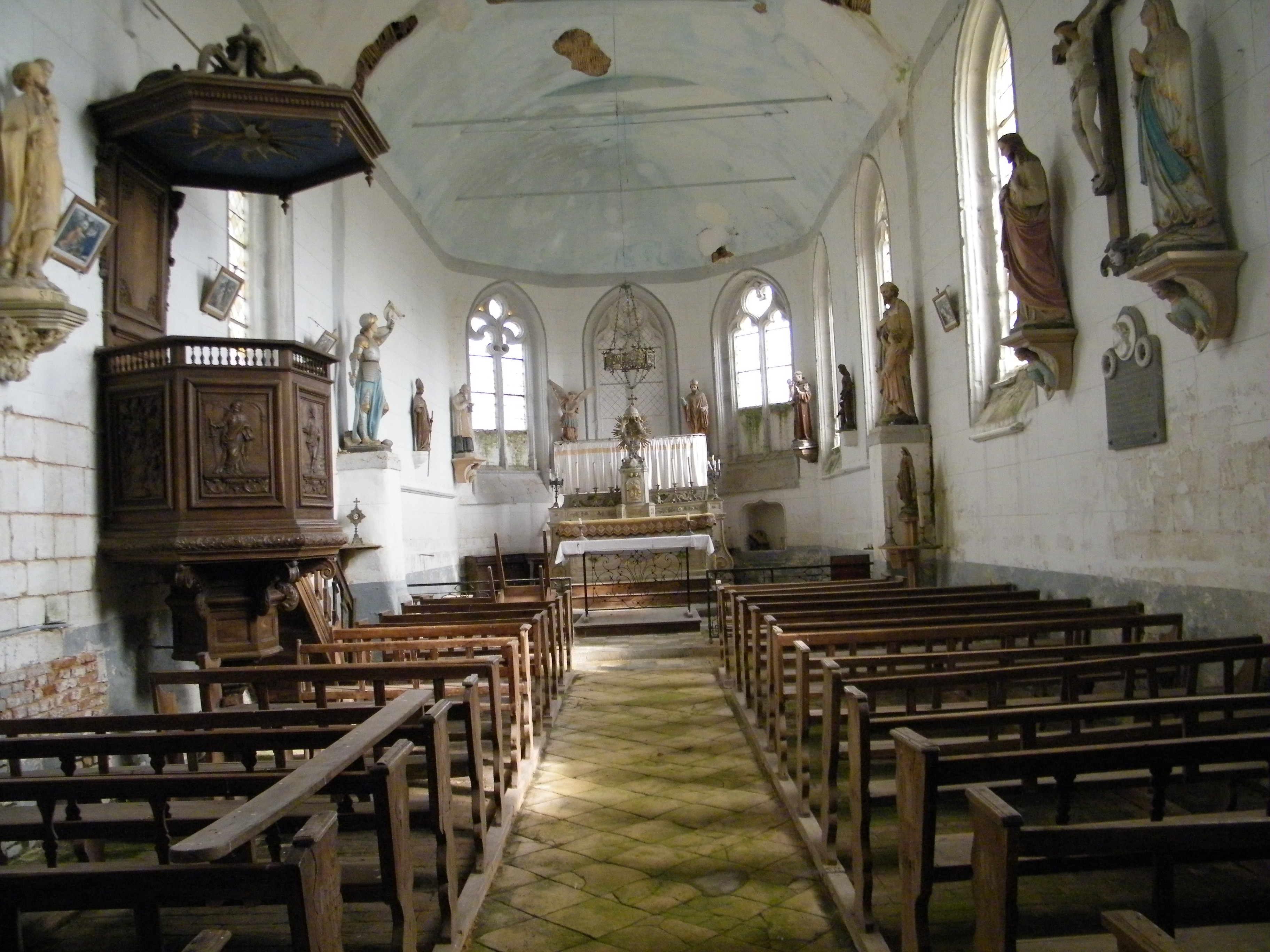

El següent diagrama mostra les poblacions més properes.